# Die tüchtigen Pfadfinder
Die tüchtigen Pfadfinder ist ein US-amerikanischer animierter Kurzfilm von Jack King aus dem Jahr 1938.

## Handlung
Donald Duck ist mit seinen Neffen Tick, Trick und Track auf Pfadfindertour durch den Yellowstone-Nationalpark. Er will ihnen dabei Dinge beibringen, sorgt jedoch für mehr Chaos als Unterricht. Als einer seiner Neffen mit einer Axt einen kleinen Baum fällen will, zeigt ihm Donald, dass man stets große Bäume fällen sollte – nur übersieht er, dass sein ausgewähltes Beispiel ein versteinerter Baum ist. Auch das Zeltbauen geht schief, da Donald eine Baumspitze herunterbiegt, um über den gespannten Baum die Zeltplane zu legen. Als sich das Halteseil löst, wird Donald durch die Luft geschleudert. Er macht das Beste aus seiner Lage und bespritzt sich mit Ketchup, um seinen Neffen einen Schreck einzujagen. Prompt wird er von den dreien vollbandagiert und kann nichts mehr sehen. Er landet in einem Honigglas.
Ein Bär kommt vorbei und leckt den Honig von ihm ab. Als Donald ihm blind eine Ohrfeige verpasst, wird der Bär wütend. Nur knapp kann Donald ihm entkommen und landet bei seiner Flucht auf einem Geysirloch. Der Bär steht hoch über ihm an einem Felsvorsprung. Der Geysir bricht aus und Donald wird auf die gleiche Höhe wie der Bär getragen. Da Tick, Trick und Track ihrem Onkel helfen wollen, werfen sie immer größere Felsbrocken auf das Geysirloch, die jedoch immer wieder in die Höhe geschleudert werden und Donald treffen. Der größte kugelartige Brocken ist schließlich groß genug, dass neben Donald auch der Bär darauf Platz findet. Donald nimmt nun auf der Kugel Reißaus und der Bär verfolgt ihn. Tick, Trick und Track legen sich schlafen. Noch in der Dämmerung flüchtet Donald vor dem Bären.

## Produktion
Die tüchtigen Pfadfinder kam am 8. Juli 1938 als Teil der Disney-Trickfilmserie Donald Duck in Technicolor heraus. Donald, Tick, Trick und Track wurden von Clarence Nash gesprochen.

## Auszeichnungen
Die tüchtigen Pfadfinder wurde 1939 für einen Oscar in der Kategorie „Bester animierter Kurzfilm“ nominiert, konnte sich jedoch nicht gegen Ferdinand, der Stier durchsetzen.